# Halta Aeroport Henri Coandă T1

Aeroport Henri Coandă T1 este o haltă situată pe Aeroportul Internațional Henri Coandă București, la 19 km nord-est de Gara de Nord. Trenurile sunt programate să plece la fiecare 40 minute și durează 25 de minute pentru a ajunge la Gara de Nord. Stația a fost deschisă la 13 septembrie 2020, împreună cu stația Pationar PO, cu câteva luni înainte de campionatul de fotbal Euro 2020.
Halta este conectată direct la aeroport, la care se poate ajunge prin terminalul de sosiri.